# Tmetonota scabra
Tmetonota scabra är en insektsart som beskrevs av Henri Saussure 1888. Tmetonota scabra ingår i släktet Tmetonota och familjen gräshoppor. Inga underarter finns listade i Catalogue of Life.